# Caliban über Setebos

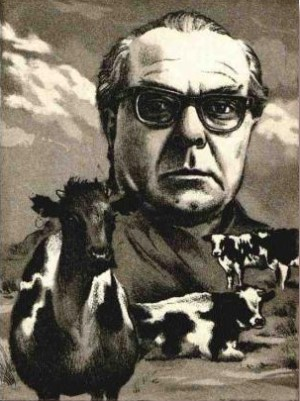
Arno Schmidt mit „Kühen in Halbtrauer“, die dem Erzählungsband den Titel gaben. Radierung von Jens Rusch

Caliban über Setebos ist eine Erzählung von Arno Schmidt. Sie erschien erstmals 1964 als Abschluss der zehn Erzählungen des Bandes Kühe in Halbtrauer. Erzählt wird, wie der Dichter Georg Düsterhenn in ein niedersächsisches Dorf reist, um seine Jugendliebe wiederzusehen. Er fühlt sich aber von ihr abgestoßen, beobachtet bei seiner nächtlichen Abreise lesbischen Gruppensex und entkommt den wütenden Frauen, die ihn entdeckt haben, mit knapper Not. Diese burlesken Abenteuer werden geschildert auf der Folie des antiken Orpheus-Mythos. Es lassen sich zahlreiche weitere Anspielungen auf antike Mythen sowie auf Werke von Robert Burns, Robert Browning, James Joyce und anderen nachweisen. Der Text ist ein Anwendungsbeispiel für Schmidts kurz zuvor entwickelte, psychoanalytisch orientierte Etym-Theorie. Er gilt als „das literarische Meisterstück“ unter Schmidts kürzeren Werken.

## Entstehung
Die Idee zu der Erzählung kam Schmidt am 26. März 1963, als er den Bilderzyklus „Orpheus“ seines Freundes Eberhard Schlotter kennen lernte. Arbeitstitel war „Orfeus“. Schlotter selbst war zu dem Zyklus durch eine desillusionierende Begegnung mit einer ehemaligen Geliebten, die stark gealtert war, angeregt worden. Davon erzählte er Schmidt. Im gemeinsamen Gespräch sei ihnen die Orpheus-Geschichte eingefallen.
Schmidt schrieb den Text von April bis Mai 1963 in dem Heidedorf Bargfeld nieder, wo er seit 1958 lebte. Für den Text von 63 bis 90 Druckseiten benutzte er über 1000 Zettel, auf denen er Einfälle, Formulierungen und Zitate notiert hatte.

## Inhalt

### Ich-Erzähler
Wie in jedem erzählenden Werk Schmidts steht auch im Mittelpunkt von Caliban über Setebos ein dominierender Ich-Erzähler, der ein Alter Ego seines Autors darstellt. Hier ist es der Dichter Georg Düsterhenn, der wie Schmidt aus Hamburg-Hamm stammt, niederschlesisch-lausitzische Wurzeln hat, Atheist ist und den Zweiten Weltkrieg als Schreibstubensoldat in Norwegen verbrachte. Düsterhenn werden Jugendwerke Schmidts zugeschrieben (eine Versdichtung über den persischen Entdeckungsreisenden Sataspes sowie das erhaltene Pharos oder von der Macht der Dichter), und wie Schmidt geht Düsterhenn auch noch in reiferen Mannesjahren eine Frau nicht aus dem Kopf, für die er als Gymnasiast schwärmte, die er aber nie anzusprechen wagte: In Caliban über Setebos heißt sie Fiete Methe, für Schmidt war es die Görlitzer Schülerin Hanne Wulff, die für zahlreiche Mädchen- oder Frauengestalten in Schmidts Werk Modell stand. Die Germanistin Sabine Kyora glaubt deshalb, der Ich-Erzähler sei in Caliban über Setebos geradezu identisch mit seinem Autor. Dem stehen, wie Wolfgang Albrecht zeigt, auffallende Unterschiede zwischen beiden entgegen: Anders als alle anderen Protagonisten Schmidts ist Düsterhenn nämlich klein und schmächtig, er ist wohlhabend, verachtet die Aufklärung und ist als Schlagertexter kein ernstzunehmender Autor, sondern ein „opportunistischer Trivialschreiber“. Jörg Drews weist darauf hin, dass Schmidt sich selbst in der dritten Person in den Text geschrieben habe: Düsterhenn erinnert sich eines Schriftstellerkollegen „‹Dagegen=SCHMIDT›“, der „von der Charakterrolle des ‹Guten Linken Mannes› seinen kärglichen Lebensunterhalt zog“, aber, weil er sich weigere, den Anforderungen seines Publikums nachzukommen, es niemals zu Wohlstand bringen werde. Düsterhenn sei das Ergebnis eines längeren Gedankenspiels, was wohl wäre, wenn er seine literarischen Ansprüche aufgäbe und marktgängiger schriebe.

### Handlung
Georg Düsterhenn reist per Bus in das Dorf Schadewalde, das im niedersächsischen Zonenrandgebiet liegen soll. Dort will er seinen Jugendschwarm Fiete Methe wiedersehen, um sich dadurch „entscheidend & unwiderstehlich schmalzig zu stimmen“ für einen Gedichtband, der ein ökonomischer Misserfolg werden und so sein steuerpflichtiges Einkommen vermindern soll. Bei einem abendlichen Spaziergang beobachtet er Kinder beim Laternelaufen, lernt den Holocaustüberlebenden H. Levy kennen, der mit seinem Auto unterwegs ist, um die Kondomautomaten der Umgebung zu bestücken, und beobachtet den Geschlechtsverkehr zwischen der Gasthofbedienung Rieke und dem Hofknecht. Im Gasthof des Dorfes entdeckt er einen alten Krug, den er dem Wirt O. Tulp mit Schweizer Goldfranken abkauft. Anschließend gibt er eine Lokalrunde Weinbrand aus. Düsterhenn erkennt, dass Rieke in Wahrheit die gesuchte Fiete ist, und lässt sich von ihr sein Zimmer zeigen. Er traut sich aber nicht, sich ihr zu erkennen zu geben, und da er Potenzprobleme hat, misslingt anschließend auch eine Masturbation. Düsterhenn flieht nachts aus dem Gasthof und beobachtet in der Scheune lesbischen Gruppensex zwischen vier „Jägerinnen“, die ihm zuvor bereits an der Bushaltestelle und in der Gaststube begegnet sind. Durch ein Niesen verrät er sich und wird von den vier Frauen und dem Hund des Wirts verfolgt, bis ihn der jüdische Kondomverkäufer mit seinem Auto rettet.

## Form

### Gliederung
Die Erzählung ist in neun Teile gegliedert, die als Titel jeweils den Namen einer der neun Musen tragen. Diese passen in der einen oder anderen Art zum Inhalt des Erzählten: So steht der abendliche Spaziergang durchs Dorf unter der Überschrift Urania, der Muse der Sternbetrachtung, über Düsterhenns enttäuschend-entsagende Begegnung mit Fiete-Rieke steht Melpomene, die Muse der Tragödie. Oft steht der Zuständigkeitsbereich der genannten Muse aber auch in einem ironischen Verhältnis zum Geschehen: Die lesbische Orgie findet sich im Kapitel Terpsichore, der Muse des Reigentanzes; die burleske Flucht am Ende im Kapitel Thalia, der Muse der Komödie, die in antikem Verständnis durch ihr Happy End definiert ist; der derbe Geschlechtsakt zwischen Fiete-Rieke und dem Hausknecht im Kapitel Erato, die für eher zarte Liebesdichtung zuständig war. Dem Text vorangestellt ist ein Motto, das in phonetischem Englisch ein Herodot gewidmetes Epigramm aus der Anthologia Graeca parodiert, dessen Geschichtswerk in neun nach den Musen benannte Bücher geteilt ist.

### Stil
Der Text gibt über weite Strecken den inneren Monolog Düsterhenns wieder, sein Räsonnement, seine Erinnerungen und Assoziationen zu dem, was er sieht, hört und erlebt. Dabei kommentiert er die dinglich-landschaftliche Umgebung zumeist liebevoller als seine Mitmenschen, für die er oft nur desillusionierende, frotzelnde oder sogar ressentimentgeladene Worte findet. Schmidt ignoriert dabei durchgängig die Regeln der Orthographie: Nicht nur wird der jeweilige Dialekt der Personen nachgeahmt, sondern die gewählte Schreibweise schöpft die Klang- und Sinnmöglichkeiten eines Wortes aus. Häufig werden auch, teils offen, teils versteckt, Zitate in den Text eingestreut, die mitunter aus dem Mittelhochdeutschen, dem Englischen oder den alten Sprachen stammen. Dadurch ergeben sich zahlreiche Gelegenheiten zu Wortspielen, Pointen und überraschenden Nebenbedeutungen. Schmidt selbst schrieb am 23. September 1964 an den Literaturwissenschaftler Jörg Drews:

„Haben Sie bemerkt, daß der ‹Setebos› ein ‹Orfeus› ist? Ich habe mir erlaubt, zweistimmig zu singen. Mit 3.000 Fiorituren & Pralltrillern, die eine erhebliche Kunst & Mühe erforderten.“

Die gewollte Polysemie seiner Sprache hat ihren Grund in Schmidts Etym-Theorie, die sich aus der Begegnung mit der Psychoanalyse Sigmund Freuds speiste. Danach drückt sich das Unbewusste sprachlich in Mehrdeutigkeiten, Wortspielen, Assonanzen usw. aus, um neben der manifesten Bedeutungsebene gleichzeitig auch – meist sexuelle – Bedeutungen zu transportieren. Um diese Sprache zu beherrschen, müsse der Sprecher aber eine gewisse Altersimpotenz erlangt haben, die ihn wenigstens teilweise frei werden lasse von den Triebansprüchen des Es, die er somit weder verdrängen noch sublimieren, sondern kontrolliert spielen lassen könne: „Man kann sich also jetz mit diesem Caliban verständijn“, formulierte Schmidt später in Zettel’s Traum. Die Erzählungen des Bandes Kühe in Halbtrauer und unter ihnen besonders Caliban über Setebos lassen sich somit als Versuche verstehen, diese Theorie auf das eigene literarische Schaffen anzuwenden.

## Referenztexte
Wie der Literaturwissenschaftler Friedhelm Rathjen bemerkt, wirkt Caliban über Setebos desintegriert: Dem Leser wird nicht sofort klar, welchen Sinn die verschiedenen Elemente der Handlung ergeben. Dies hat seine Ursache darin, dass die Erzählung intertextuell mit mehreren anderen Texten verknüpft ist, ohne dass sich diese Verknüpfung im Text explizit wiederfände. Erst wenn man diese Verknüpfungen entdecke und explizit mache, ließen sich die Sinnebenen von Caliban über Setebos entschlüsseln.

### Robert Browning
Der Titel der Erzählung zitiert Caliban upon Setebos. Or, Natural Theology in the Island, die Überschrift eines Gedichts des englischen Dichters Robert Browning, das 1864 erschien. Darin lässt Browning den wilden, hässlichen Caliban aus Shakespeares Drama Der Sturm über Setebos reflektieren, seinen ebenfalls bei Shakespeare erwähnten Gott. Diesen stellt er sich als willkürlich, böswillig und rachsüchtig vor, wobei er diese Eigenschaften von sich auf die Gottheit projiziert. Auf dieses Gedicht wird im Text der Erzählung angespielt, als Düsterhenn die seines Erachtens mindere Qualität des Universums reflektiert: „aber das meiste war schon ziemlich doof. Natürlich gab’s auch ab & an ne gelungene Stelle im Universum; aber die Mehrzahl der Produkte von sete Boss war Fusch=Werk.“ In diesem Sinne steht der Titel für eine radikale Verneinung der Theodizee. Die Gestalt des Setebos benutzt Schmidt auch in zwei etwa gleichzeitig entstandenen Essays, um auf die Fehlerhaftigkeit der Schöpfung anzuspielen. Einen bösen Gott, der sich nicht um das Leiden seiner Geschöpfe kümmert, thematisierte er bereits in seiner Erzählung Leviathan von 1949 sowie im Titel Nobodaddy’s Kinder, unter dem 1963 seine Kurzromane Brand’s Haide, Aus dem Leben eines Fauns und Schwarze Spiegel  als Trilogie veröffentlicht wurden. Nobodaddy, ein Kofferwort aus engl. nobody – „niemand“ und daddy – „Papa“, war eine Bezeichnung des Dichters William Blake für Gott. Dass Düsterhenn seinen Eltern vorwirft, „ein solches Mondcalb in die Welt gesetzt zu haben“, kann als angedeutete Identifikation mit Caliban verstanden werden, denn als Mondkalb wird Caliban in Shakespeares Sturm apostrophiert. Das Konzept eines bösen Demiurgen entnahm Schmidt der spätantiken Gnosis, auf die auch Düsterhenns Ekel vor allem Leiblichen und seine Weigerung, sich fortzupflanzen, verweisen.

### Orpheus

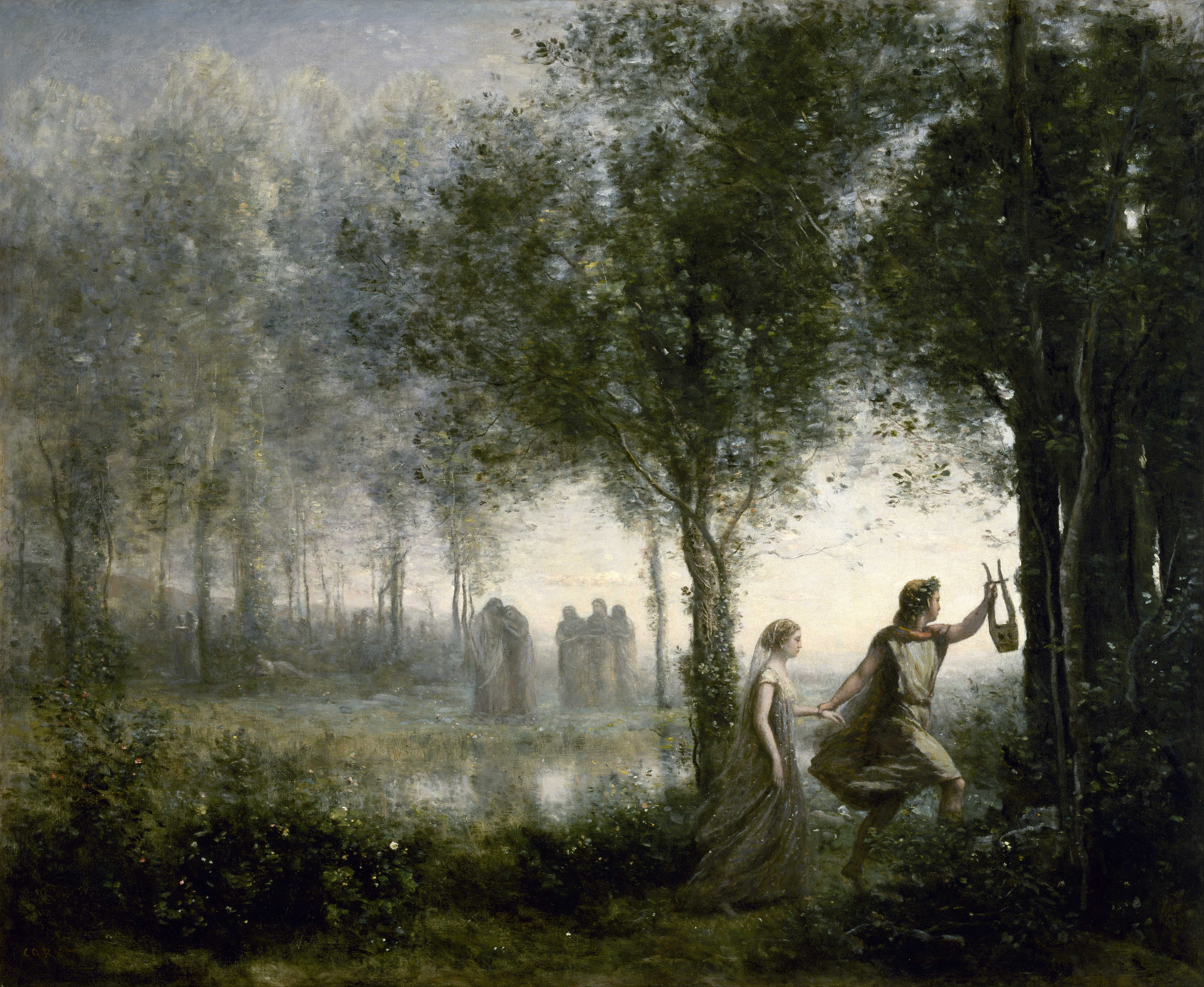
Orpheus geleitet Eurydike aus der Unterwelt (Ölgemälde von Jean-Baptiste Camille Corot; 1861)

Caliban über Setebos ist eine Replik auf den antiken Mythos von Orpheus. Dieser reist in die Unterwelt, um seine jung verstorbene Frau Eurydike ins Leben zurückzuholen, Düsterhenn reist nach Schadewalde – der in Wahrheit schlesische Ortsname spielt auf die „Schatten“ an, als die die Toten in antiker Vorstellung fortlebten, sowie auf den Altphilologen und Homer-Übersetzer Wolfgang Schadewaldt (1900–1974). Statt einer Leier trägt er, ein Dichter-Sänger, immer den Peregrinus Syntax bei sich, ein Reimlexikon des 19. Jahrhunderts.

„grünblaß sein ‹H› des Gesichts“

Dass die Reise eine Fahrt in den Hades bedeutet, wird gleich auf den ersten Seiten der Erzählung angedeutet: Im Ortsnamen Schadewalde ist Hades anagrammatisch enthalten. Im Schild der Bushaltestelle fällt Düsterhenn „grünblaß sein ‹H› des Gesichts“ auf, das Fahrgeld ist ein Obolus – diese Münze wurde den Toten mitgegeben, damit sie den Fährmann Charon für seine Überfahrt über den Styx entlohnten –, die Kötelbeck, ein kleiner Bach am Ortseingang, wirkt „stügisch“ und „‹Der Erste Schiffer›“ hat selbst einen Auftritt in Gestalt eines Mannes, der am Wegesrand uriniert. In dieser Art ist die Erzählung dicht durchsetzt mit Anspielungen auf den Mythos.
Auch die Namen der handelnden Personen verweisen auf die Orpheus-Sage: Düsterhenns Vorname spielt auf Vergils Georgica an, in deren viertem Buch sie erzählt wird. Dass der die Bauern verachtende Düsterhenn den Vornamen Georg (altgriech. für „Bauer“) trägt, ist eine Nebenpointe; die Kurzform „Orje“ ist homonym zur Orgie, wie sie von den Mänaden gefeiert wurde, den Mörderinnen des Orpheus. Auf diesen verweist „Orje“ auch phonetisch, ebenso wie Rieke auf Eurydike. Die Beziehung der beiden wird von Schmidt allerdings verändert, denn in Caliban über Setebos führt nicht der Mann die Frau, sondern umgekehrt (nämlich über eine enge Treppe zu Düsterhenns Zimmer in der Gastwirtschaft), und nicht er blickt sich nach ihr um, sondern sie sich nach ihm. Liest man den Namen des Wirts O. Tulp rückwärts, kommt der Totengott Pluto heraus; gleichzeitig steht er auch für den Gott Dionysos, denn er schenkt berauschende Getränke aus und wird von den „Jägerinnen“ mit „Liber pater“ (der Interpretatio Romana des Dionysos) angesprochen. Seine Frau, die der antiken Persephone entspricht, nennt er „Olsche“: Durch Silbenumstellung erhält man „Scheol“, die im Tanach verwendete Bezeichnung der Unterwelt. Tulps Hund ruft man Kirby, was wie eine Koseform für Kerberos klingt, den Höllenhund. Herakles hat seinen Auftritt als Stallknecht (da er ja den Augiasstall ausmistete), und das „sehr große Ei“, das er bei einer postkoitalen Darmentleerung auf den Misthaufen setzt, erinnert an das Weltenei des orphischen Hymnus. Die Lesben, die Düsterhenn jagen, haben ihre Entsprechung in den Mänaden, die Orpheus buchstäblich in Stücke gerissen haben sollen. Den bei ihrer Orgie benutzten Dildo schildert Schmidt als einen Thyrsos. Gleichzeitig werden sie als Erinnyen dargestellt, was sich sowohl an den Namen Alex (Alekto) und Meg (Megaira) zeigt als auch an dem Kofferwort „Jägerynnien“. H. Levy, der Düsterhenn auf seiner Flucht aus dem Dorf chauffiert, wird als Jude geschildert; Bernd Rauschenbach erkennt in ihm ein Porträt von Schmidts jüdischem Schwager Rudy Kiesler, der mit seiner Frau 1933 vor den Nationalsozialisten in die USA floh. Ralf Georg Czapla deutet die Figur über die Assoziationen Hebräer und Hebron als Anspielung auf Hebros, den Fluss, in den die Mänaden Orpheus’ Kopf warfen. Noch singend wurde dieser an den Strand der Insel Lesbos getrieben, weshalb die Erzählung auch endet mit Düsterhenns Überlegung: „Bei einem anständigen Menschen lebt am Ende nur noch der Kopf!“
Schmidt verwendet aber nicht nur den antiken Orpheus-Mythos, sondern auch dessen Rezeptionen im 19. und 20. Jahrhundert: So erinnert der Kondomvertreter H. Levy an Ludovic Halévy, den Librettisten von Jacques Offenbachs Operette Orpheus in der Unterwelt aus dem Jahr 1858. Rainer Maria Rilkes 1922 entstandene feierliche Sonette an Orpheus werden vor allem an fäkalsprachlichen oder obszönen Stellen zitiert und komisch umgedeutet, etwa in der Beschreibung des Geschlechtsakts zwischen Rieke-Fiete und dem Hausknecht: Zitiert werden dort die Sonette 2/IV (das „Einhorn“), 2/VII („zwischen die strömenden Pole fühlender Finger“) und 1/XVII („Sieh, die Maschine, wie sie sich wälzt und rächt und uns entstellt und schwächt“ – bei Schmidt: „ihn entstellt’ & schwächte“).
Stefan Jurczyk erkennt in der Erzählung außerdem Bezüge auf die antiken Mythen von Pentheus und Aktaion, die von Mänaden bzw. Hunden zerrissen wurden, nachdem sie Szenen beobachteten, die für das männliche Auge verboten waren.

### James Joyce
Das poetologische Prinzip, einer in der Gegenwart angesiedelten Erzählung einen antiken Mythos zugrunde zu legen, der durch die zum Teil profanen oder burlesken Inhalte kontrastiert und persifliert wird, übernahm Schmidt von seinem Vorbild James Joyce. In dessen 1922 erschienenem Ulysses wird ein einziger Tag des Dubliner Anzeigenakquisiteurs Leopold Bloom auf der Folie der Odyssee Homers geschildert. Joyce selbst wird in Caliban über Setebos zweimal namentlich erwähnt – einmal für seine angebliche Fähigkeit, die Geschichte einer Familie aus deren Schmutzwäsche zu rekonstruieren, dann stellt sich Düsterhenn eine Begegnung mit dem 1941 Verstorbenen vor und umschreibt damit den Gedanken an seinen eigenen Tod. Der Gedanke, posthum in einer Art Dichterolymp als Aufwärter des großen Iren dienen zu dürfen, taucht noch einmal bei der abschließenden Fluchtszene auf, nur statt Joyce steht hier – ähnlich dem jüdischen Verbot, den Gottesnamen auszusprechen – „der Hohe Name“. Nach Jörg Drews ist damit nicht Joyce gemeint, sondern der von Schmidt kurz zuvor für sich entdeckte Sigmund Freud. Ihm werde in Caliban über Setebos unter anderem Reverenz erwiesen mit einer Erinnerung an einen Leser von Friedrich Rückerts vermeintlich erotischem Gedicht Der Ehebrecher: In Wahrheit heißt das Gedicht Der Ehrenbecher und enthält keinerlei sexuelle Inhalte – eine klassische Freud’sche Fehlleistung; zum anderen wimmele die Erzählung von Anspielungen auf Freuds 1908 erschienenen Aufsatz Charakter und Analerotik, den Schmidt kurz vor ihrer Abfassung gelesen habe.
Anklänge an den Ulysses selbst finden sich an zwei oder drei Stellen: Das Zyklopen-Kapitel, in dem Bloom einem gewalttätigen Nationalisten mit knapper Not entkommt, erinnert an Düsterhenns Flucht vor den Lesben, ebenso Blooms Flucht aus dem Bordell im Circe-Kapitel. Blooms Masturbation im Kapitel Nausikaa hat Parallelen zu Düsterhenns Voyeurismus in der Scheune.
Deutlicher sind die Textbezüge zu Finnegans Wake und dessen Referenztexten, insbesondere zum Eröffnungskapitel des zweiten Buches The Mime of Mick, Nick and the Maggies, aus dem Schmidt mehrere Anspielungen und Wortspiele übernimmt. In dem Kapitel geht es auf der Handlungsebene um zwei Jungen, die abends vor der elterlichen Kneipe mit Mädchen Rätselspiele treiben und hereingerufen werden, Motive, die sich bei Schmidt in Tulps Gasthaus und dem abendlichen Laternelaufen der Kinder wiederfinden. Joyce benutzt hier den biblischen Mythos von Jakob und Esau als Referenztext, auf den auch Schmidt rekurriert: Als „ä Sau in ihrem Fell“, durch das durchgehende Jagd-Motiv, das auf Esau verweist, sowie durch die Charakterisierung Düsterhenns als Trickster, die ihn mit dem biblischen Jakob vergleichbar macht. Noch deutlicher wird der Bezug in der Ballade Tam o’ Shanter von Robert Burns aus dem Jahr 1791, an die Joyce sich anlehnt und auf die auch Schmidt anspielt. Darin beobachtet der Protagonist einen Hexensabbat, bei dem ihm besonders eine Hexe in allzu kurzem Unterrock auffällt, dem sprichwörtlich gewordenen „cutty sark“. Die Hexen entdecken ihn, und es gelingt ihm nur mit knapper Not, ihnen zu entkommen, wobei allerdings sein Pferd Meg den Schwanz einbüßt. Denselben Namen tragen die am Spiel teilnehmenden Mädchen („the maggies“) und die im selben Kapitel erwähnte „widow Megrievy“ bei Joyce, bei Schmidt heißt eine der vier Lesben so. In der Prosafassung der Sage streicht Burns als Fehler Tams heraus, sich nach dem Licht des Hexenfestes umgedreht zu haben – das Motiv des Sich-Umdrehens, der Rückkehr, der misslingenden Wiederholung ist auch für Orpheus und für Caliban über Setebos zentral.

### Weitere Referenzebenen

#### Ägyptische Mythologie
Werner Schwarze entdeckt in Caliban über Setebos nicht nur Anspielungen auf die klassische antike Mythologie, sondern auch auf die der Ägypter: So lasse sich die Todesgöttin Hathor ebenso erkennen wie Isis, die bereits in der ebenfalls im Band Kühe in Halbtrauer enthaltenen Erzählung Kundisches Geschirr eine Rolle spielte, oder der Schöpfergott Ptah. Diese Deutung wird von Stefan Jurczyk bezweifelt, der Schwarzes Belege – oft nur Wortbestandteile oder Assonanzen – nicht für tragfähig hält.

#### Karl May
Karl May, an dessen Texten Schmidt seine Etym-Theorie erprobt hatte (Sitara und der Weg dorthin, im Entstehungsjahr von Caliban über Setebos 1963 erschienen), erfährt eine verdeckte Zitierung, als im Urania-Kapitel Düsterhenns kitschig-dilettantisches Dichten vorgeführt wird. Hier sitzt der Dichter im Mondlicht am Wegesrand und verfasst, mit dem Metrum ringend, Verse, die zu seiner Lage passen: „Es war im Wald. Die Bäume alle schliefen“. In Wahrheit handelt es sich um den Anfang von Mays 1900 entstandenem Gedicht Des Waldes Seele. Jörg Drews glaubt, dass dieser kryptomnetische Diebstahl geistigen Eigentums Düsterhenn zusätzlich als Hermes kennzeichnen soll, als Gott der Diebe.

#### Wilhelm Busch

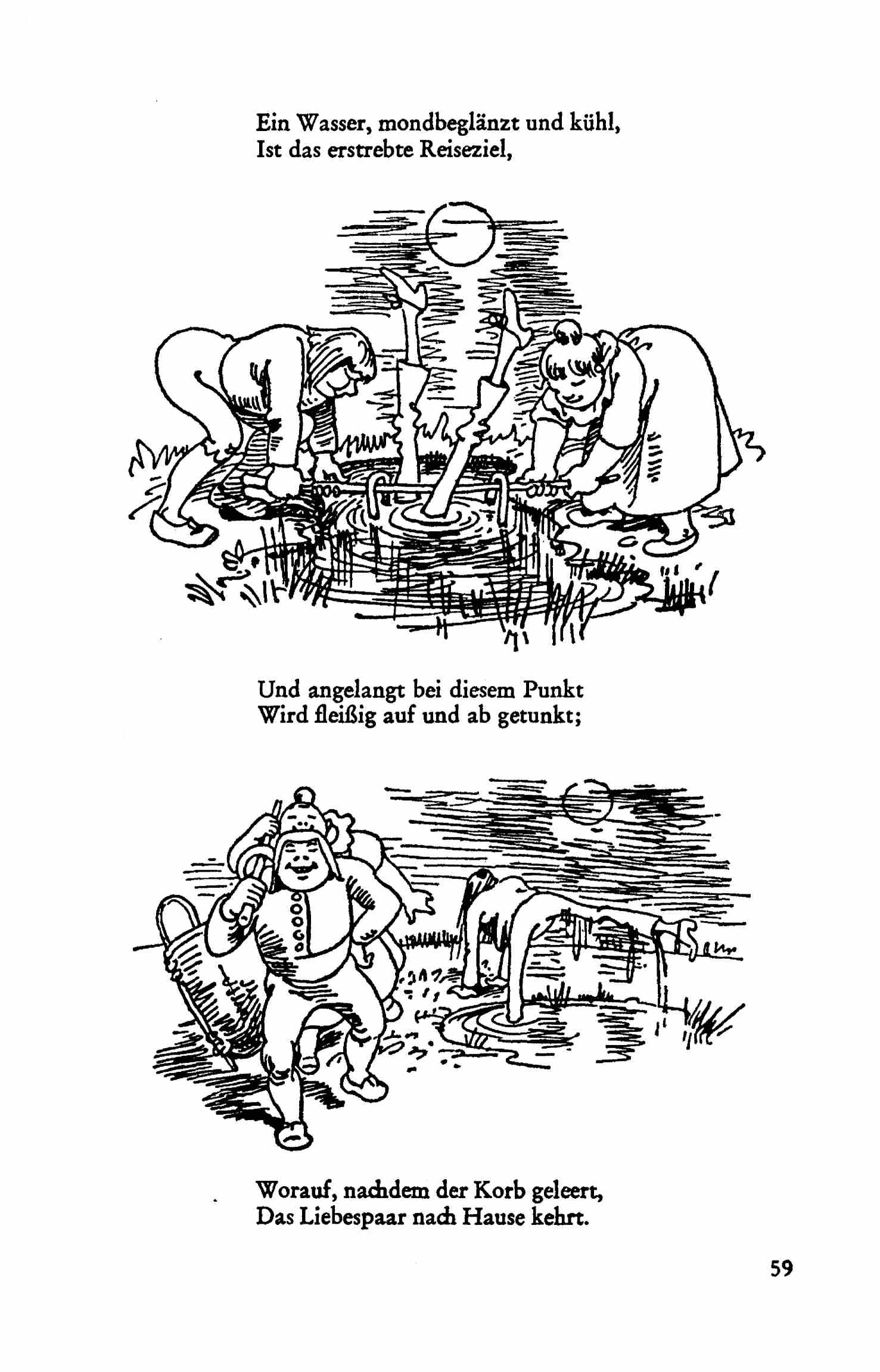
Rieke Mistelfink und ihr Freund, der Knecht Krischan, misshandeln den Dichter. Wilhelm Busch: Balduin Bählamm, der verhinderte Dichter

Caliban über Setebos weist auch Anklänge an Wilhelm Buschs Bildergeschichte Balduin Bählamm, der verhinderte Dichter aus dem Jahr 1883 auf: Auch hier sucht ein Dichter auf dem Land Inspiration für weiteres Schaffen, auch hier misslingt eine Annäherung an eine „Rieke“, die mit einem Knecht liiert ist, auch hier scheitert der Dichter in burlesker Weise sowohl erotisch als auch poetisch.

#### Thorne Smith
Friedhelm Rathjen erkennt in Caliban über Setebos mehrere Anspielungen auf den Roman The Night Life of the Gods des amerikanischen Populärschriftstellers Thorne Smith. In diesem 1931 erschienenen Roman freundet sich der Protagonist mit der Megäre an, die nicht nur Lebewesen versteinern, sondern auch Statuen lebendig werden lassen kann. Gemeinsam erwecken sie die Bilder der römischen Götter im New Yorker Metropolitan Museum of Art zum Leben und erleben mit ihnen einige Abenteuer. Laut Rathjen spricht nicht nur der Name Meg/Megäre für eine Benutzung durch Schmidt, sondern auch das Thema der unlebendigen, quasi versteinerten Menschen, denen Düsterhenn in Schadewalde begegnet, nicht zuletzt Rieke, deren breites Gesicht er als leblos, „gußeisern“ beschreibt.

#### Politiker der Bundesrepublik
Nach dem Germanisten Rudi Schweikert deutet der Name Düsterhenn auf den konservativ-katholischen CDU-Politiker Adolf Süsterhenn aus Rheinland-Pfalz hin. Aus diesem Bundesland war Schmidt 1955 ins liberalere Hessen gezogen, nachdem ihm sein Kurzroman Seelandschaft mit Pocahontas ein Strafverfahren wegen Gotteslästerung und Verbreitung unzüchtiger Schriften eingetragen hatte. Süsterhenn war in dieser Zeit Präsident des Oberverwaltungsgerichts Rheinland-Pfalz gewesen und galt auch in der Folgezeit als „strenger Moralapostel und Sittenwächter“. Dass der Protagonist einer Erzählung, die von derben Schilderungen sexueller Handlungen wimmelt, fast ebenso heiße, erscheine als „extremes Wider-den-Stachel-Löcken nach dem Motto ›Jetzt (nach der »Pocahontas«-Affäre) erst recht‹“. Weitere Kommentierungen bundesrepublikanischer Tagespolitik finden sich im Zusammenhang mit dem Fernsehprogramm, das in Tulps Gaststube läuft. Hier geht es um die zur Abfassungszeit aktuelle Debatte über die Adenauer-Nachfolge:

„‹Unser Kanzler liebt die Rosen.› […] Wenn man bloß schon wüßte, was der Außnminister liebt. Oder BRENTANO. Denn EHRHARDT kam ja sowieso nicht dran; da woll’n wir uns gar nischt vor machn.“

Die Frage, was der in Kapitälchen hervorgehobene Brentano wohl liebe, ist eine Anspielung auf die Gerüchte um eine Homosexualität des CDU-Politikers – passend zu den Themen der Erzählung, in der nicht nur weibliche Homosexualität eine Rolle spielt, sondern in der Beziehung zwischen Düsterhenn und H. Levy („Hauptsache er’ss nich direkt schwul“) latent auch männliche, etwa als Düsterhenn sich am Ende ins offene Hinterteil von Levys Auto hechtet.

## Deutungen
Robert Wohlleben nimmt an, Schmidt habe Caliban über Setebos als Muster für seine Leser geschrieben, um deutlich zu machen, wie seine multireferenziellen Etym-Texte zu lesen seien. In KAFF auch Mare Crisium von 1960 hatte er erstmals in joycescher Manier mit Textfolien gearbeitet, namentlich mit der Nibelungensage und dem Mythos von El Cid: „Die Nicht-Teilnahme der Leserschaft übertraf die kühnsten Erwartungen“. Indem er nun seiner Düsterhenn-Geschichte so offenkundig den Orpheus-Mythos zugrunde legte, habe Schmidt seine Leser zum mehrdimensionalen Lesen erziehen wollen – als Vorübung auf Zettel’s Traum.
Jörg Drews sieht die Erzählung als paradigmatisch für Schmidts Hinwendung zu einer pessimistischen Weltsicht an, in der Sexus und Habgier die Welt unwandelbar regieren. Sie sei mit einer „Arbeit am Mythos“ im Sinne Hans Blumenbergs einhergegangen, das heißt mit einem immer neuen Erzählen des immer Gleichen. Der Aspekt, mit dem Schmidt dieses mythische Erzählen aktuell und gegenwartsrelevant mache, sei Freuds Psychoanalyse. Auf der Handlungsebene der mythischen Erzählung Caliban über Setebos befreie sich der Protagonist durch seine Flucht aus Schadewalde von wenigstens der einen Bindung, nämlich der Sexualität.
Auch Stefan Jurczyk deutet die Erzählung als „Arbeit am Mythos“. In immer neuen Spiegelungen würden anthropologische Grundprobleme wie das Verhältnis von Eros und Tod oder die männliche Angst vor der Frau allegorisch umkreist. Dieses polysemantische Verfahren kollidiere mit Schmidts tiefenpsychologischer Etym-Theorie, die alles auf einen einzigen Sinn zu bringen versuche, nämlich den Geschlechtstrieb. In der Erzählung erweise sich diese aber als nur eine weitere „Symbolwelt“ unter vielen, mit der das Individuum die ansonsten stumme, sinn- und vernunftlose Wirklichkeit bebildere.
Schmidts Biograph Wolfgang Martynkewicz nimmt an, es sei Schmidt bei Caliban über Setebos um den Spaß gegangen, „mit den Erkenntnissen einer populärwissenschaftlich zugespitzten Psychoanalyse und mit Versatzstücken mythologischer Stoffe zu jonglieren“. Am 19. Januar 1964 begründete Schmidt in einem Brief an seinen Lektor Ernst Krawehl, wieso er die mythologischen Anteile der Erzählung nicht mehr, wie ursprünglich geplant, typographisch hervorheben wollte: „Scheißmythos! Die Leute soll’n sich amüsieren!“
Ralf Georg Czapla versteht Caliban über Setebos und die anderen neun Prosastücke aus dem Band Kühe in Halbtrauer als Versuche der neu entwickelten Prosaform Traum, die Schmidt 1956 in seinen Berechnungen II angekündigt, aber nicht ausgeführt hatte. In der Figur des impotenten, trivialen und geldgierigen (psychoanalytisch gedeutet: analfixierten) Düsterhenn spiegele sich der Schriftsteller Schmidt und seine Haltung zu seinen Brotarbeiten in scharfer Selbstkritik. In der Traumlogik der Erzählung sei Düsterhenn als Es gleichzusetzen mit dem wilden, hässlichen Caliban, der auf Setebos, sein Über-Ich schimpfe, das in der Erzählung in Gestalt einer von der Antike geprägten europäischen Hochkultur erscheine. Sie werde bei jeder Gelegenheit entidealisiert, trivialisiert, vulgarisiert und ins Lächerliche gezogen. Als neues Ideal werde Joyce vorgestellt, als dessen Mundschenk und Diener sich das träumende Selbst imaginiere.
Marius Fränzel rückt den zugrunde gelegten Orpheus-Mythos ins Zentrum seiner Deutung: Demnach handele die Erzählung von einem „monomanischen Einzelgänger“ auf einer „Reise in die Vergangenheit“, über deren tiefere Motivation er sich aber selbst nicht klar ist: Düsterhenn sei ein Verblendeter.
Peter Habermehl sieht in Caliban über Setebos dagegen die Geschichte einer Befreiung, und zwar sowohl in sexueller als auch in poetologischer Hinsicht. Die offenkundig gewordene Impotenz erlaube Düsterhenn im Sinne der Etym-Theorie eine distanzierte, beobachtende Haltung zur Sexualität (dies der Sinn des Voyeurismus im Terpsichore-Kapitel), er sei seinem Trieb nun nicht mehr ausgeliefert: Am Ende der Handlung beschreibt er sich selbst als „ä sädder änd a veiser Männ“ (dies ein Zitat aus Samuel Coleridges Ballade The Rime of the Ancient Mariner). Gleichzeitig befreie sich Düsterhenn auch von der Lyrik – bei seiner Flucht verliert er sein Reimlexikon –, er könne künftig in Prosa das bislang Verdrängte darstellen, die Welt realistisch und ohne Kitsch als das beschreiben, was sie seiner Überzeugung nach ist: ein „Uni= sive Perversum“, sinnloses „Fusch=Werk“. Als Prosaschriftsteller werde er dann in der Lage sein, „eine überlegene, weil geordnete und in ihrem Humor gerettete Welt zu erschaffen“.

## Ausgaben
In folgenden Werken ist Caliban über Setebos enthalten:
- Arno Schmidt: Kühe in Halbtrauer. Stahlberg Verlag, Karlsruhe 1964, S. 226–316, DNB 454389159 (Reprint im S. Fischer Verlag, Frankfurt am Main 1985, ISBN 3-10-070615-3).
- Arno Schmidt: Orpheus. Fünf Erzählungen. (= Fischer TB 1133). S. Fischer Verlag, Frankfurt am Main 1970, ISBN 3-436-01283-1.
- Arno Schmidt: Ländliche Erzählungen. (= Bargfelder Ausgabe. Werkgruppe 1. Romane, Erzählungen, Gedichte, Juvenilia. Band 3/2). Eine Edition der Arno Schmidt Stiftung im Haffmans Verlag, Zürich 1987, ISBN 3-251-80010-8, S. 475–538.
- Arno Schmidt: Erzählungen. S. Fischer Verlag, Frankfurt am Main 1994, S. 467–544.
- Arno Schmidt: Über die Unsterblichkeit. Erzählungen und Essays. Herausgegeben von Jan Philipp Reemtsma. Suhrkamp, Frankfurt am Main 2009, S. 193–261, ISBN 3-518-42123-9.